# شون ماكورماك
شون ماكورماك هو سياسي أمريكي، ولد في 1964.